# Gut Hodenberg
Gut Hodenberg ist ein historisches Landgut mit einem Park in Bremen-Oberneuland, das im Eigentum einer Stiftung ist.  

## Geschichte
1113 war der Siedlungsbeginn um und in Oberneuland, als Holländer im Auftrage des Erzbischofs Friedrich von Bremen die Kultivierung des später Hollerland genannten Gebietes vornahmen. Schon 1149 fand das Gut die erste urkundliche Erwähnung, während Oberneuland als Overnigelant 1181 erstmals genannt wurde. Das Gutshaus, umgeben von einem Graben, war ein Adelssitz. Der erste Besitzer soll die Familie von Hodenberg gewesen sein, die zu jener Zeit aus ihrem Schloss bei Hoya vertrieben worden ist und im Dienste des Erzbischofs stand. 
Erstmals erwähnt wurde der Name Hodenberg aber erst 1421, als schon die Familie der Edlen von der Hellen – auch Monik genannt – Anhänger des Erzbischofs, hier bis 1470 lebten. Das Gut blieb danach bis 1608 bei der Familie Clüver. Es lebten etwa 20 Bauern mit ihren Meierhöfen um Hodenberg. Die Bauern mussten Abgaben an den Hodenberger Landherren zahlen.
1609 erwarb Bremens Bürgermeister Diedrich Hoyer der Jüngere das Gut. Er ließ auf dem Landsitz ein neues Gutshaus errichten. Es folgten als Pastoren, Juristen und Kaufleute verschiedene Eigentümer des Vorwerks, bis der Kaufmann und Konsul für Großbritannien Hermann Heymann das Anwesen erwarb und 1787 ein neues Gutshaus bauen ließ. Dieses Gebäude ist im Kern erhalten geblieben. Gegen Ende des 18. Jahrhunderts wurde das heutige Landgut Marwede aus dem Gut Hodenberg ausgegliedert.
1810 kaufte Friedrich Engelken (1744–1815) das Gut und richtete dort eine psychiatrische Klinik ein. Die damals so bezeichnete Irrenanstalt bestand bis 1863.
Der Schiffbauer, Reeder und Reiskaufmann Robert Rickmers erwarb das Gut, das von 1897 bis 1948 im Eigentum der Familie Rickmers blieb. Die Farben von Helgoland Grün-Weiß-Rot – Rickmers war auch hier aufgewachsen – bestimmten nun das Farbbild des Hauses. Seine Frau ließ eine Freilichtbühne einrichten. Das Gut war Treffpunkt für viele Künstler und Kaufleute, die den Weinkeller von Rickmers rühmten. Ernst Müller-Scheeßel, Th. Hermann, Albert Ritterhoff und Heinrich Vogeler haben hier gewirkt. Rickmers wandelte 1936 das Haus zur Stiftung Der Hodenberg um, welche nach dem Tode Rickmers 1948 dann als Stiftung zur Pflege der niedersächsischen Heimatliebe wurde.

## Heutige Situation

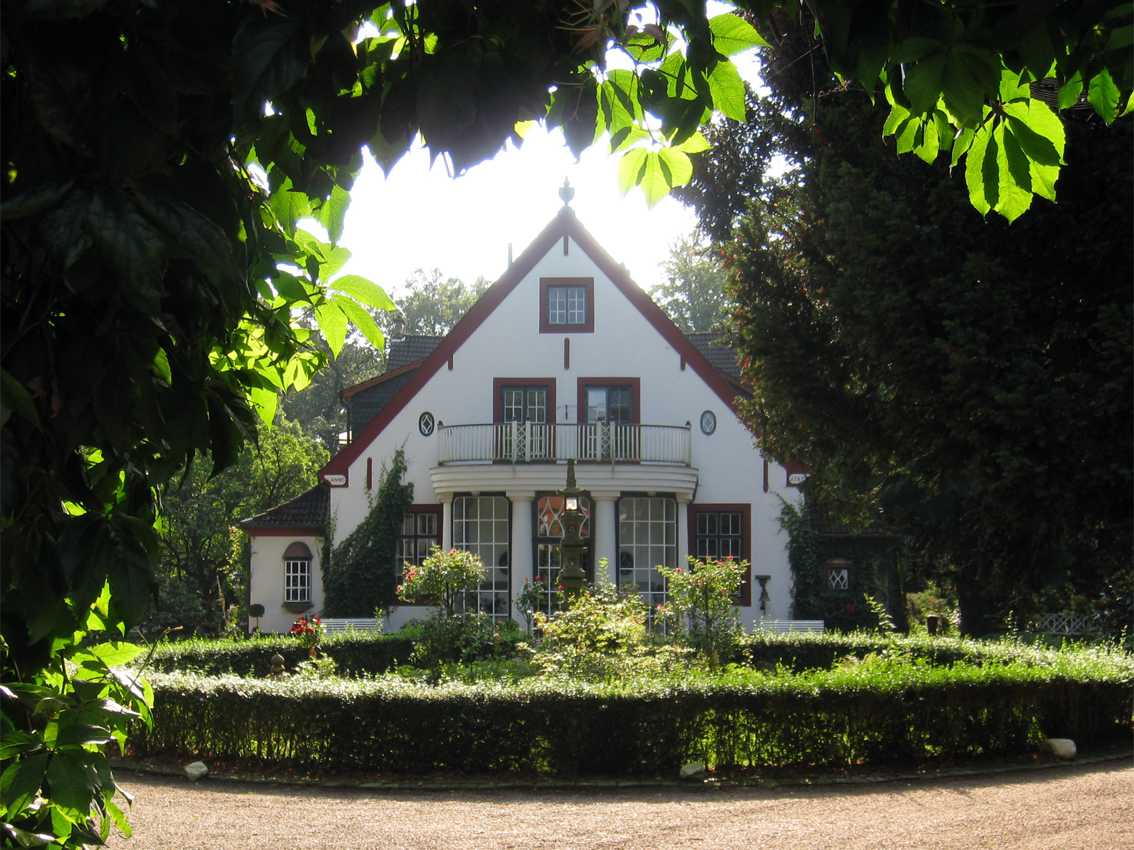
Das Herrenhaus im Jahr 2011

Der Park Gut Hodenberg, nach Plänen des Gartenarchitekten Christian Roselius ab 1906 neugestaltet, ist sieben Hektar groß, bestehend aus:
- dem Herrenhaus von 1767, mit den 150 m² großen Gesellschaftsräumen und den Sammelstücken von Rickmers, wie unter anderem siamesische Buddha-Statuen, altdeutscher Zinn, burmesische Tempelfiguren, Delfter Kacheln, chinesische Vasen, französischen Möbeln, Bildern Worpsweder Maler und chinesischen Seidenbildern.
- dem Landschaftsgarten mit dem romantisch wirkenden Naturtheater,
- der barocken Tuffstein-Grotte von 1787,
- dem Pavillon von um 1906,
- den Gartenplastiken aus dem 18./19. Jahrhundert und
- den Stallungen des Reitvereins Hubertus.

Der Park liegt an der Oberneulander Landstraße, Ecke Hodenberger Straße. 
Park, Herrenhaus sowie die Nebenanlagen stehen unter Denkmalschutz.